# Patrick Obrist (Eishockeyspieler)
Patrick Obrist (* 27. Februar 1993 in Dornbirn) ist ein österreichischer Eishockeyspieler, der seit Oktober 2024 beim EHC Olten aus der Swiss League unter Vertrag steht und dort auf der Position des Centers spielt.

## Karriere
Patrick Obrist durchlief die Nachwuchsstationen des Dornbirner EC, sowie der Schweizer Clubs SC Rheintal, EHC Uzwil, EHC Oberthurgau und EV Zug, wobei er mit Scorerqualitäten hervorstach. So erzielte er für Rheintals U17 in der A-Junioren-Klasse in 30 Einsätzen 124 Punkte und wurde in der U17 des EHC Oberthurgau mit 58 Punkten in 25 Einsätzen Topscorer der Elite-Novizen-Klasse.
Im Mai 2012 wurde Obrist vom EC Red Bull Salzburg aus der Österreichischen Eishockey-Liga unter Vertrag genommen, wo er in den zwei folgenden Saisons 50-mal für die Kampfmannschaft und 47-mal für das Farmteam auflief und 2014 mit den Bulls Österreichischer Meister wurde. 
Im Sommer 2014 wechselte Obrist zum Schweizer A-Ligisten SC Rapperswil-Jona Lakers, der 2015 in die National League B absteigen musste. Obrist wurde daraufhin im April 2015 vom A-Ligisten EHC Kloten verpflichtet, mit dem er 2016 das Viertelfinale im Playoff erreichte und ein Jahr später den Swiss Ice Hockey Cup gewann. 
2022 wurde er mit Kloten Meister der Swiss League und stieg damit in die National League auf. 2024 verließ er den Klub und wechselte zum EHC Olten.

### International
Patrick Obrist nahm mit der österreichischen U18-Nationalmannschaft an der U18-WM 2010 der Division I teil, wo der Abstieg in die Division II folgte. Bei der U18-WM 2011 der Division II führte Obrist die Mannschaft als Teamkapitän zum Wiederaufstieg und wurde zum besten Spieler der Mannschaft gewählt. 2012 kam er als Assistenzkapitän der U20-Nationalmannschaft bei der U20-WM der Division I zum Einsatz und wurde erneut zum besten österreichischen Spieler gewählt.
Sein Debüt für die Nationalmannschaft der Herren gab er am 6. April 2012 bei der Euro Hockey Challenge gegen Belarus. Zu seinem ersten Turniereinsatz im Erwachsenenbereich kam er fünf Jahre später bei der Weltmeisterschaft 2017 in der Division I.

## Erfolge und Auszeichnungen
- 2011 Aufstieg in die Division I bei der U18-Weltmeisterschaft der Division II, Gruppe A
- 2017 Schweizer Pokalsieger mit dem EHC Kloten
- 2017 Aufstieg in die Top-Division bei der Weltmeisterschaft der Division I, Gruppe A
- 2022 Meister der Swiss League und Aufstieg in die National League mit dem EHC Kloten